# Borsos Attila (kézilabdázó)
Borsos Attila (Budapest, 1966. június 16. –) magyar-francia kettős állampolgárságú 182-szeres magyar válogatott, világválogatott kézilabdázó, a Sport TV szakkommentátora.

## Pályafutása
1985-ben kezdte felnőtt pályafutását a Budapest Spartacus csapatánál. Már ekkor jól látszott tehetsége, hiszen az ifi válogatott szélsőjeként számítottak rá a csapatban.
Nem is maradt sokáig Budapesten, 1 évvel bemutatkozása után a korábbi bajnok Tatabányához igazolt, ahol kimagaslót teljesítményével felhívta magára a figyelmet, így 1986. november 7-én, a Pécsett megrendezett Magyarország – Ausztria mérkőzésen pályára is léphetett az akkor Európa és a világ egyik legerősebb válogatottjának számító magyar csapatban (Magyarország 2. helyen végzett az 1986-os világbajnokságon).
Ugyanakkor Tatabányán már nem tudták megismételni a korábbi eredményeket. Az ott töltött ideje alatt mindössze a negyedik helyre volt jó az együttes, és a Magyar Kupában sem sikerült a döntőbe jutni.
1988-ban úgy döntött, Franciaországba igazol, a HBC Nantes-hoz. 1990-ben, 1 évre ismét Tatabányára igazolt, hogy aztán új lendülettel 12 évig ismét Franciaországban játsszon.
1991-ben az USAM Nimes csapatában, majd '92-től '94-ig a párizsi HB Saint-Brice-ben.
1994-ben nagyobb váltás következett az életében, hiszen a frissen feljutott  SO Chamberyhez igazolt, s itt is maradt egészen 2000-ig. Itt élte meg a legnagyobb sikereit, hiszen 1998-ban, 1999-ben és 2000-ben is sikerült a (későbbi olimpiai és világbajnok) fiatal Guillaume és Bertrand Gille-lel, Daniel Narcisse-szal és Didier Dinart-ral karöltve a bajnokság második helyéig vezetnie a Chamberyt.
2000-ben egy izomsérülés miatt, a már amúgy sem fiatal Borsosnak távoznia kellett eddigi sikereinek színhelyéről, ám továbbra is Franciaországban maradt, viszont a másodosztályba igazolt.
Első évében még döcögött a szekér, csak a 10. helyen végeztek, de a következő évben (2001-2002) már megnyerte a bajnokságot a lyoni Villeurbanne HBA.

Ugyanakkor már nem kívánta vállalni az újabb elsőosztályú kihívást, ezért úgy döntött, hazaigazol. Valamint a cégének magyar ügyeinek intézésével is őt bízták meg.
"Igazából már levezetnék, ezért is jöttem haza Magyarországra, no meg azért, mert francia cégem a magyar ügyek intézésével bízott meg. A hét öt napján Magyarországon vagyok, csak hét végére utazom haza a Chambéry-tó partján épített családi házunkba."
A válogatottal részt vett az 1992-es olimpián, ahol a 7. helyet szerezték meg, az utolsó mérkőzésen Romániát legyőzve a pozícióért.

## Magánélete
Felesége, Szabó Edina szintén magyar válogatott kézilabdázó volt, később sikeres edző. Két gyermekük született, Borsos Olivér (1990-2020) sportvezető, sportpszichológus (dolgozott Babos Tímeával és Balázs Attilával is), és Borsos Robin (1993), aki a MOL-Pick Szeged nemzetközi kapcsolatokért felelős munkatársa.
Karrierje mellett jogi diplomát szerzett a Pécsi Tudományegyetemen, illetve projektmenedzsmentet tanult Marseillesben, városüzemeltetést és közlekedésmenedzsmentet Párizsban.

## Válogatott sikerei
Olimpiai játékok
- 7. helyezés (1992)

Világbajnokság
- 6. helyezés (1990)
- 11. helyezés (1993)
- 17. helyezés (1995)

Európa-bajnokság
- 7. helyezés (1994)

## Klubsikerei
Ligue Nationale de Handball
- Ezüstérem (1998, 1999, 2000)

Proligue
- Bajnok (2002)